# Parablennius opercularis
Parablennius opercularis — вид риб з родини Собачкові (Blenniidae), що поширений в західній частині Індійського океану від Перської затоки до Пакистану. Морська демерсальна тропічна риба, сягає максимальної довжини 6 см. Живе на глибинах від 1 до 12 м.